# MIL-STD-810
MIL-STD-810 시리즈 규격 내용은 미국 육군의 개발 시험 통제소에 의해 제정되어 다양한 환경에서 시험하여 장비가 규격에 만족하여 전장에서 사용하는데 문제가 없도록 하는 것인데 현재는 2019년 1월에 버전 'H'까지 나와있다.
버전 'C'에서는 다양한 종류의 장비에 대하여 시험을 일반화하려고 하였고, 한 때 버전 'D'에서 특정한 충격, 진동시험을 더 실제 시험 환경이 맞도록 조정이 가능하도록 하였다.
규격 만족하는 디바이스를 위해 다음과 방법들이 있다.
예를 들어
- MIL-STD 810G Method 500.5 고도 (저장 및 동작 상태) : 20,000 feet에서 테스트 수행
- MIL-STD 810G Method 501.5 고온 (저장 및 동작 상태)
- MIL-STD 810G Method 502.5 저온 (저장 및 동작 상태)
- MIL-STD 810G Method 503.5 온도 충격 : 테스트 장비가 주위 환경의 갑작스런 온도 변화에 대해 성능 조건에 부합하면서 안정되게 운용되는지 결정
- MIL-STD 810G Method 506.5 비 (비 혹은 비바람에 장비가 견디는 정도)
- MIL-STD 810G Method 507.5 습도
- MIL-STD 810G Method 510.5 방진
- MIL-STD 810G Method 514.6 진동
- MIL-STD 810G Method 516.6 충격 (비규칙적인, 비반복적인 충격 혹은 순간적인 진동에 장비가 견디는 정도,표준은 최대 5대의 장비를 이용하여, 1.2m(4ft) 높이에서 베니어판에 26번 자유 낙하)

## 적용 제품들
이 규격 수준에 맞도록 러기다이즈 (ruggedization)를 요구한다.
- 상당 수의 파나소닉 노트북 계열이 이 규격 만족이  요구됨.
- ASUS TUF Gaming 노트북이 이 규격에 만족함
- 이즈미 전기면도기 IKS-6000/6100이 규격 테스트에 만족함
- 모토로라 i580 셀룰러 헤드셋 넥스텔 서비스시 규격 만족이 요구됨.
- 버라이즌 통신사의 V 셀룰러 폰이 MIL-Standard 810F에서 물, 먼지, 충격에 규격 만족이 요구됨.
- HP EliteBook p시리즈 노트북이 이 규격에 만족함
- 삼성 갤럭시 S5 액티브가 이 규격에 만족함
- Technomad에서 제작하는 Speaker 제품들이 이 규격에 만족함.
- 삼성 기어 S3 프론티어 버전이 이 규격에 만족함.
- LG V시리즈, LG G6, G7, Q7 (2018) 등이 규격에 만족함.
- 삼미정보시스템, TiTAN T8 타블렛이 이 규격에 만족함
- 우미디지의 바이슨, 바이슨 GT 스마트폰이 이 규격에 만족함[1]
- 삼성전자의 삼성 갤럭시 XCover 5가 이 규격에 만족함.

## 같이 보기
- ESS : Environmental stress screening